# Chenowth Advanced Light Strike Vehicle
Le Chenowth Advanced Light Strike Vehicle (ALSV) est un véhicule tout-terrain militaire léger développé aux États-Unis.
Il est le successeur des Light Strike Vehicle et Desert Patrol Vehicle, eux-mêmes produit par la firme Chenowth Advanced Products, et dispose de performances et d'un armement améliorés. Il est relativement petit et peut être emporté dans des avions de transport. Bien qu'il soit principalement utilisé par les Navy SEAL, d'autres pays en ont fait l'acquisition pour leur armée.

## Caractéristiques
Les dirigeants de la Chenowth Racing Products révèlent en octobre 1996 qu'ils ont développé un « véhicule de reconnaissance, d'assaut léger et de surveillance de troisième génération », qu'ils nomment Advanced Light Strike Vehicle (« véhicule d'attaque léger avancé »).
Basé sur son prédécesseur (le Light Strike Vehicle), l'ALSV peut transporter de deux à quatre personnes. Véhicule tout-terrain à quatre roues motrices, il est propulsé par un moteur Diesel de 160 ch produit par Porsche et est équipé d'une direction assistée. Une version à moteur essence a aussi été produite,,.
L'équipage n'est protégé que par une structure supérieure tubulaire, même s'il est possible d'y ajouter quelques petites pièces de blindage. L'ALSV pèse 1 600 kg, et mesure 4,1 m de long pour 2,1 m de large. Sa hauteur totale est de 2 m et sa garde au sol de 0,41 m. Il peut accélérer de 0 à 48 km/h en seulement 4 s et peut passer des pentes de 75 % et des inclinaisons de côté de 50 %.
Un ALSV peut être transporté dans un hélicoptère de transport CH-47 Chinook ou CH-53 Sea Stallion. Trois rentrent dans un avion de transport C-130 Hercules ou deux dans un cas d'aéro-largage (para-dropping).

## Armement
Le principal poste d'armement, positionné sur l'arrière du véhicule peut pivoter sur 360 degrés et peut être équipé au-choix d'une mitrailleuse M2 en calibre .50 ou d'un lance-grenades Mk.19 automatique de 40 mm. Des mitrailleuses légères et des armes antichar portatives peuvent être transportées comme armement secondaire.
Les plateformes d'armement peuvent être télécommandées et inclure un système de stabilisation, permettant de faire feu en mouvement,.

## Utilisateurs
L'ALSV a été utilisé par les SEAL en Irak et pendant la Seconde Guerre d'Afghanistan.
Les ALSV ont aussi été acquis par les jordaniens et les Émirats arabes unis. D'après la firme qui les fabrique, ils seraient aussi utilisés par quelques pays d'Amérique centrale et du Moyen-Orient, ainsi que dans certains pays membres de l'OTAN.